# Charophyceae
Le Charophyceae sono una classe di alghe appartenenti alla divisione delle Charophyta. Fanno parte del regno delle Plantae e sono considerate l'anello di congiunzione tra le embriofite (piante terrestri superiori) e le alghe. Si tratta di piante pluricellulari, ramificate, che effettuano la fotosintesi clorofilliana.
La loro caratteristica distintiva (che condividono con tutte le piante superiori) è la presenza di una particolare struttura cellulare, definita fragmoplasto, che mantiene separati i nuclei delle due cellule durante la mitosi. Altra peculiarità della classe è il fatto che i loro organi riproduttivi, l'anteridio (maschile) e l'oogonio (femminile) sono protetti da uno strato di cellule sterili; queste particolarità strutturali e funzionali rendono le Charophycee gli organismi più complessi di tutte le alghe.
La classificazione esatta di queste alghe è ancora incerta in quanto molti botanici hanno proposto di considerare l'intera divisione delle Charofite come un phylum se non un regno a sé stante. Analisi cladistiche e studi filogenetici, comprese analisi di sequenze di DNA ed RNA, sono in corso per definire la posizione che queste alghe occupano nell'albero della vita, e per chiarire se queste possano essere realmente considerate, o meno, il collegamento tra le alghe e le piante terrestri vascolari e non vascolari.
Le charoficee, essendo alghe prevalentemente di acqua dolce, hanno un ciclo vitale aplonte, con meiosi iniziale (zigotica). I gameti maschili sono le uniche cellule flagellate.
Un esempio di charoficea è Spirogyra, un'alga verde a filamento semplice. Il nome deriva dalla particolare forma dei cloroplasti di questa alga, i quali sono spiralati e periferici. La riproduzione sessuale si attua tramite la formazione di ponti di connessione fra filamenti attraverso i quali si muovono gli isogameti maschili. La riproduzione asessuale invece si attua attraverso mitosi cellulare e frammentazione dei filamenti.
Le Charoficee più simili alle piante terrestri sono raggruppate in due ordini: Coleochaetales e Charales.
Il massimo rappresentante del primo dei due ordini è il genere Coleochaete, che comprende alghe filamentose ramificate dicotomicamente oppure discoidi. La caratteristica principale di questo genere è l'accrescimento attraverso meristemi apicali situati ai margini del disco o agli apici dei filamenti.
I reperti fossili ci portano a pensare che le piante terrestri si siano evolute da individui algali simili.
L'ordine delle Charales è ben esemplificato dagli individui del genere Chara. Queste sono alghe a crescita apicale, con tallo diviso in nodi e internodi. Dai nodi si dipartono verticilli di corti rami.
Le cellule sessuali maschili sono prodotte in organi pluricellulari, i globuli, mentre quelle femminili si formano nelle nocule, strutture protette da cellule tubulari sterili disposte a spirale.